# ÍR Reykjavík (baloncesto)
El Íþróttafélag Reykjavíkur Karfa (traducido literalmente como Club Deportivo de Reikiavik Baloncesto), conocido también como ÍR, ÍR Reykjavík o ÍR Karfa es la sección de baloncesto masculino del Íþróttafélag Reykjavíkur. Tiene su sede en el distrito de Breiðholt de Reykjavík, Islandia y actualmente juega en Úrvalsdeild karla.

## Historia
El ÍR Reykjavík fue uno de los clubs pioneros del baloncesto en Islandia y uno de los miembros fundadores de la liga islandesa, en 1952.
Entre 1954 y 1977 el equipo ganó sus quince ligas, por lo que lleva más de 40 temporadas sin levantar el título. Sólo el KR Reykjavik y Njarðvík tienen más ligas en sus vitrinas. 
En 1964, se convirtió en el primer equipo islandés en competir en una competición europea, debutando contra el Collegians Belfast irlandés, a los que derrotó en la primera ronda de la Copa de Europa 1964-65 (antecedente de la actual  Euroliga).

## Pabellón
El ÍR juega sus partidos como local en el Íþróttahúsið Seljaskóla (Pabellón de deportes Seljaskóla), conocido por TM Hellirinn por motivos de patrocinio.

## Participaciones en competiciones europeas
| Temporada | Competición                  | Eliminatoria | Adversario         | Local  | Visitante | Global  |  |
| --------- | ---------------------------- | ------------ | ------------------ | ------ | --------- | ------- |  |
| 1964–65   | Copa de Europa de baloncesto | 1R           | Collegians Belfast | 71–17  | 63–47     | 134–64  |  |
| 1964–65   | Copa de Europa de baloncesto | 2R           | ASVEL Villeurbanne | 42–74  | 18–84     | 61–158  |  |
| 1972–73   | Copa de Europa de baloncesto | 1R           | Real Madrid        | 67–117 | 37–93     | 102-210 |  |

## Palmarés

### Títulos
- Úrvalsdeild karla (Ligas de Islandia)

Campeones (15): 1954, 1955, 1957, 1960, 1961, 1962, 1963, 1964, 1969, 1970, 1971, 1972, 1973, 1975, 1977
- Bikarkeppni karla (Copas de Islandia)

Campeones (2): 2001, 2007
- 1. deild karla (Segunda categoría)

Campeones (2): 1987, 2000